# Reinhold Gamert
Reinhold Gamert (ur. 19 lutego 1890 we wsi Soletczyzna k. Łasku, zm. 6 lutego 1966 w Aleksandrowie Łódzkim) - działacz komunistyczny i związkowy.
Pochodził z niemieckiej rodziny robotniczej, był synem Adolfa. Od 1904 pracował w tkalni w Łodzi Podczas rewolucji 1905-1907 związał się z SDKPiL, uczestniczył w strajkach i demonstracjach. Podczas I wojny światowej przebywał w Niemczech, po powrocie wstąpił w Aleksandrowie Łódzkim do KPRP. Działacz Związku Zawodowego Robotników i Robotnic Przemysłu Włóknistego, w czerwcu 1921 był delegatem na VI zjazd tego związku, na którym został wybrany do Zarządu Głównego. Członek Okręgowego (Łódź-Łask-Sieradz), a od 1922 Centralnego Komitetu Wyborczego Związku Proletariatu Miast i Wsi. W 1922 aresztowany, w 1923 skazany na 4 lata więzienia, po zwolnieniu pracował w łódzkich i aleksandrowskich fabrykach włókienniczych. Podczas okupacji w Aleksandrowie Łódzkim, po wojnie wstąpił do PPR. W 1955 przeszedł na rentę. Był odznaczony Orderem Sztandaru Pracy I klasy.